# Mirella Pace
Mirella Pace (Roma, 14 ottobre 1937 – Roma, 7 novembre 2023) è stata una doppiatrice e direttrice del doppiaggio italiana.

## Biografia
Negli anni cinquanta era una bambina-doppiatrice, impegnata soprattutto presso la ODI. Nei primi anni sessanta fu molto attiva per la ARS; in seguito entrò nelle file della CID. Con il fallimento della CID (1973), passò alla DEFIS (l'acronimo significa: Doppiaggio & Edizione Film Italiani & Stranieri) e, in seguito, ad altre compagnie. Era anche direttrice di doppiaggio.
Zia del doppiatore Francesco Bulckaen, muore a Roma il 7 novembre 2023 a 86 anni.

## Doppiaggio

### Cinema
- Beryl Cunningham in Il dio serpente
- Janet Agren in Fiorina la vacca
- Anouk Aimée in Le voci bianche
- Laura Antonelli in Le spie vengono dal semifreddo
- Claudia Bianchi in Decameron nº 2 - Le altre novelle del Boccaccio
- Delia Boccardo in Un detective
- Maria Grazia Buccella in La collera del vento
- Maree Cheatham in Soul Man
- Bella Cortez in Vulcano, figlio di Giove, Le 7 fatiche di Alì Babà
- Angela De Leo in La notte dei dannati
- Lorella De Luca in Una pistola per Ringo
- Rossana Di Lorenzo in Senza famiglia, nullatenenti cercano affetto
- Ingrid Eriksson in Svezia inferno e paradiso
- Lone Fleming in Le tombe dei resuscitati ciechi
- Yoko Fujiyama in Atragon
- Julie Adams in È una sporca faccenda, tenente Parker!
- Midori Fukani in Appuntamento in Riviera
- Jane Garret in La bestia uccide a sangue freddo
- Daniela Giordano in Vedo nudo
- Mariangela Giordano in Decameron nº 2 - Le altre novelle del Boccaccio, Ursus nella valle dei leoni
- Barbara Bouchet in L'uomo dagli occhi di ghiaccio, La dama rossa uccide sette volte
- Gila Golan in La vendetta di Gwangi
- Han Hsiang Chin in Furia gialla
- Monique Hennessy in Lo spione
- Annabella Incontrera in È tornato Sabata... hai chiuso un'altra volta!
- Linda Lovelace in Gola profonda
- Charlotte Maier in Two Weeks Notice - Due settimane per innamorarsi
- Jayne Mansfield in L'amore primitivo
- Angela Mao in Mani che stritolano
- Marisa Mell in L'osceno desiderio
- Elisa Montés in Django killer per onore
- Nieves Navarro in Indio Black, sai che ti dico: sei un gran figlio di...
- Michèle Mercier in Casanova '70
- Liana Orfei in L'arcidiavolo
- Moira Orfei in Il monaco di Monza
- Luciana Paluzzi in Il fango verde
- Joanne Samuel in Interceptor
- Karin Schubert in Supermaschio per mogli viziose
- Stella Stevens in L'avventura del Poseidon
- Pamela Tudor in Uccidete Rommel
- Tomoko Umeda in Godzilla contro i giganti
- Leonora Vivaldi in Decameron proibitissimo (Boccaccio mio statte zitto)
- Janet Carroll in Piovuta dal cielo
- Nadia Cassini in L'insegnante balla... con tutta la classe
- Margaret Lee in Djurado
- Delphine Seyrig in Il giorno dello sciacallo

### Televisione
- Julie Adams in La signora in giallo (s.7-9), Detective in corsia
- Renée Taylor in La tata (seconda voce)
- Rosetta LeNoire in 8 sotto un tetto
- Estelle Parsons in Pappa e ciccia
- Lois Nettleton in L'ispettore Tibbs
- Donna Mills in Melrose Place
- Brenda Vaccaro in Il profumo del successo
- Alexis Smith in Dallas
- Eartha D. Robinson in Saranno famosi
- Lindsay Crouse in Alias
- Margot Trooger in Pippi Calzelunghe
- Michèle Mercier in Il bello delle donne
- Irma Lozano in Rosa selvaggia
- Hilda Bernard in Rosa de lejos

### Cartoni animati
- Wilma Flintstone (3a voce) in Gli antenati
- Mammy Due Scarpe (2a voce) e Joan in Tom & Jerry
- Marilla in Anna dai capelli rossi

## Filmografia

### Cinema
- Ho pianto per te!, regia di Gino Rippo (1954)
- Piglia su e porta a casa..., regia di Gian Vittorio Baldi – sceneggiato TV, trasmesso il 18 luglio 1960.
- Decamerone '300, regia di Renato Savino (1973)